# Elkville
Elkville es una villa ubicada en el condado de Jackson en el estado estadounidense de Illinois. En el Censo de 2010 tenía una población de 928 habitantes y una densidad poblacional de 466,54 personas por km².

## Geografía
Elkville se encuentra ubicada en las coordenadas 37°54′34″N 89°14′14″O / 37.90944, -89.23722. Según la Oficina del Censo de los Estados Unidos, Elkville tiene una superficie total de 1.99 km², de la cual 1.98 km² corresponden a tierra firme y (0.65%) 0.01 km² es agua.

## Demografía
Según el censo de 2010, había 928 personas residiendo en Elkville. La densidad de población era de 466,54 hab./km². De los 928 habitantes, Elkville estaba compuesto por el 92.46% blancos, el 3.34% eran afroamericanos, el 0.65% eran amerindios, el 0% eran asiáticos, el 0% eran isleños del Pacífico, el 0.54% eran de otras razas y el 3.02% pertenecían a dos o más razas. Del total de la población el 1.94% eran hispanos o latinos de cualquier raza.